# Ancylorhynchus complacitus
Ancylorhynchus complacitus är en tvåvingeart som först beskrevs av Wulp 1872.  Ancylorhynchus complacitus ingår i släktet Ancylorhynchus och familjen rovflugor. Inga underarter finns listade i Catalogue of Life.